# Test RAS
Il test di RAS o test RAS è il primo test genetico che permette di determinare, al momento della diagnosi del tumore del colon retto metastatico, lo stato di due geni che codificano le proteine appartenenti alla famiglia RAS (KRAS e NRAS).

## Descrizione
È importante per la scelta della terapia che l'oncologo sappia se i geni sono normali (“wild type”) o mutati. I geni RAS funzionano come “interruttori” della moltiplicazione cellulare e quando mutati attivano in maniera non-controllata i meccanismi di crescita e replicazione delle cellule tumorali. Il test, quindi, individua i biomarcatori oncologici che possono predire la risposta del tumore del colon retto metastatico ad una certa terapia antitumorale.
Il test RAS è essenziale nella cura del cancro del colon-retto metastatico perché lo stato delle proteine RAS può influenzare la risposta alle cure mirate all'inattivazione del recettore del fattore di crescita epidermico (EGFR). Lo stato normale dei geni KRAS e NRAS indica che il paziente ha maggiori probabilità di rispondere ad una terapia a base di anticorpi monoclonali anti-EGFR (cetuximab e panitumimab), mentre viceversa, lo stato mutato dei geni KRAS e NRAS impone di non somministrare tale terapia poiché quasi sicuramente non efficace.
Quindi, tramite il test RAS il medico può personalizzare la terapia anti-tumorale, scegliendo o meno se sottoporre un paziente al trattamento con farmaci biologici anti-EGFR.
Lo stato dei geni e quindi le proteine RAS possono essere identificati con il test RAS, un test genetico semplice e non invasivo che analizza il DNA estratto dalle cellule tumorali di campioni di tessuto prelevati durante una biopsia sul tumore primitivo o metastasi.